# Bundesumzugskostengesetz
Das Bundesumzugskostengesetz (BUKG) regelt das Umzugskostenrecht des Bundes. Dieses Grundwerk des Umzugkostenrechts gilt seit dem 1. Juli 1964. 

## Gliederung
Seit der Fassung der Bekanntmachung vom 13. November 1973 enthält das BUKG folgende Inhalte: 
- § 1 Anwendungsbereich
- § 2 Anspruch auf Umzugskostenvergütung
- § 3 Zusage der Umzugskostenvergütung
- § 4 Zusage der Umzugskostenvergütung in besonderen Fällen
- § 5 Umzugskostenvergütung
- § 6 Beförderungsauslagen
- § 7 Reisekosten
- § 8 Mietentschädigung
- § 9 Andere Auslagen
- § 10 Pauschvergütung für sonstige Umzugsauslagen
- § 11 Umzugskostenvergütung in Sonderfällen
- § 12 Trennungsgeld
- § 13 Auslandsumzüge
- § 14 Sondervorschriften für Auslandsumzüge
- § 15 Dienstortbestimmung, Verwaltungsvorschriften
- § 16 Übergangsvorschriften

## Inhalte
Durch die ständig zustande kommenden Einzelregelungen, vor allem wegen der Umzugskostenerstattung sonstiger Umzugsauslagen gegen einen Nachweis, entstand ein hoher Aufwand bei der praktischen Durchführung. Dies gilt überwiegend für Bundesbedienstete, die häufig umziehen müssen, wie z. B. bei der Bundeswehr und bei der Zollverwaltung. In der Fassung vom November 1973 wurde das Umzugskostenrecht neu aufgeteilt, d. h. einige Vorschriften wurden umgegliedert und einzelne in ihnen enthaltene Regelungen wurden systematisch neu geordnet. Außerdem wurden Regelungen weggelassen, die schon in ähnlicher Art und Weise oder genauso im Verwaltungsverfahrensgesetz vorhanden waren. 
Am 11. Dezember 1990 ist das BUKG als Art. 1 des Gesetzes zur Neufassung des BUKG, zur Regelung personalvertretungsrechtlicher Amtszeiten, zur Änderung anderer dienstrechtlicher Vorschriften sowie zur Verbesserung der personellen Struktur in der Bundeszollverwaltung bekannt gemacht worden und gemäß Art. 11 I dieses Gesetzes mit Wirkung vom 1. Juli 1990 in Kraft getreten.
Die Voraussetzung für die Umzugskostenvergütung ist eine schriftliche Zusage. Für Auslagen (ausgelegtes Geld), die durch einen dienstlich veranlassten Umzug an einen anderen Dienstort oder eine andere Wohnung bzw. Dienstwohnung entstehen, erhalten beispielsweise Beamte eine Umzugskostenvergütung.
Die Gewährung von Umzugskosten basiert auf der Fürsorgepflicht des Dienstherrn und auf der Billigkeit. Weiterhin müssen die Tatbestände, wie sie in der BUKG genannt sind, erfüllt werden.

### Optionsmodell
Die oberste Dienstbehörde kann festlegen, dass die Zusage der Umzugskostenvergütung erst drei Jahre nach der Personalmaßnahme wirksam wird. Voraussetzung ist, dass der festgelegte Bereich eine besondere Versetzungshäufigkeit aufweist oder von wesentlichen Restrukturierungen betroffen ist. Die Festlegung bedarf des Einvernehmens des Bundesministeriums der Finanzen (BMF). Für den Geschäftsbereich des Bundesministeriums der Verteidigung erklärte das BMF sein Einvernehmen am 3. Juli 2018 für Soldaten unbefristet und für das Zivilpersonal vorerst bis zum Ablauf des Jahres 2021. Sollte das BMVg eine besondere Versetzungshäufigkeit auch seines Zivilpersonals belegen können, soll auch für dieses ein unbefristetes Einvernehmen ausgesprochen werden.
Das Optionsmodell wird auch Drei-plus-Fünf-Regelung genannt. Damit hat der Betroffene eine Wahl zwischen Umzugskostenvergütung und Trennungsgeld. Die Zusage der Umzugskostenvergütung wird grundsätzlich erst nach drei Jahren wirksam, außer der Betroffene erklärt vorher, dass er sie in Anspruch nehmen möchte. Entscheidet sich der Betroffene nicht oder dagegen, wird das Trennungsgeld weitere fünf Jahre, also insgesamt acht Jahre gezahlt.
Für Ledige ohne eigenen Hausstand gilt das Optionsmodell nicht.